# Sextina
A sextina é um poema que apresenta um dos sistemas estróficos mais difíceis e raros. 

## História
Criada por Arnaut Daniel, no século XII, foi usada por alguns dos grandes poetas, como Dante, Petrarca, Camões, etc. No Brasil dela se utilizaram Jorge de Lima, Américo Jacó, Waldemar Lopes, Edmir Domingues, Dirceu Rabelo, Alvacir Raposo, Geraldino Brasil e outros.

## Estrutura
Compõe-se de seis sextetos e um terceto final, a coda. Utilizando versos decassilábicos, tem as palavras (ou as rimas) finais repetidas em todas as estrofes, num esquema pré-determinado. Assim, as palavras (ou rimas) que aparecem na primeira estrofe, na sequência de versos 1, 2, 3, 4, 5, 6, repetem-se na estrofe seguinte, na sequência 6, 1, 5, 2, 4, 3. E se faz na estrofe seguinte a sequência 6, 1, 5, 2, 4, 3 em relação à estrofe anterior. E assim até a sexta estrofe, finalizando os sextetos. O terceto final, chamado coda, envio ou remate, tem, em cada verso, no meio e no fim, marcando as sílabas tônicas, as palavras (ou rimas) utilizadas no poema todo, na posição em que se apresentaram na primeira estrofe.

## Comentários
Ezra Pound, referindo-se à sextina, disse:

"A arte de Arnaut Daniel não é literatura. É a arte de combinar palavras e música numa seqüência onde as rimas caem com precisão e os sons se fundem ou se alongam."
Ao que Edmir Domingues objetou, dizendo:

"Mas é este o objetivo de toda a verdadeira poesia, o perfeito encontro entre a forma e o conteúdo, entre a linguagem e a música".